# Calochortus coxii
Calochortus coxii là một loài thực vật có hoa trong họ Liliaceae. Loài này được M.R.Godfrey & Callahan miêu tả khoa học đầu tiên năm 1988.